# Pandora (трио)
«Pandora» — женское мексиканское музыкальное трио, сформированное в 1981 году Изабелью Ласкурайни, Майте Ласкурайни и Фернандой Мид под названием — «Trebol».
В 1984 году трио было переименовано в — «Pandora» после подписания контракта с музыкальным лейблом «EMI Records».

## История

### 1981—1984: История создания
В школьные времена сёстры — Ласкурен и некоторые друзья участвовали в различных музыкальных фестивалях, называя себя — «Las Jeans».
Затем Фернанда Мид, их двоюродная сестра, присоединилась к Изабель и Майте, чтобы сформировать трио под названием — «Требол».
В 1981 году под этим названием они записали музыкальный альбом для — «RCA Victor» под названием «El día que me quieras» (рус. День, когда ты меня любишь).
С 1981 по 1984 год они зарекомендовало себя как бэк-вокал для артистов: Эммануэль и Педро Варгас, а также бэк-вокал для музыкальной группы — «Timbiriche».

### 1984—1997: Первые успехи
В ноябре 1984 года они подписалт контракт с британским музыкальным лейблом — «EMI» и стали первым женским музыкальным трио в Мексике за несколько десятков лет.
Художественный руководитель «EMI Capitol Mexico» — Луис Мояно переименовал трио в «Pandora», в честь первой женщины, созданной на Земле в древнегреческой мифологии.
В 1989 году Мид покинул трио, чтобы заняться сольной музыкальной карьерой, и её заменила — Лилиана Абороа.
В 1997 году Мид вновь вернулась в трио.

## Слава и наследие
Их музыкальный сингл — композиция певца и автора песен Эрнальдо Суньиги под названием — «¿Cómo te va mi amor?» (рус. Как ты была, моя любовь?), которая недавно была включена в обратный отсчёт «VH1» — 100 лучших песен 80-х на испанском языке под номером 16.
В 1993 году они заняли первое место в музыкальном чарте — «Billboard Hot Latin Tracks», с исполнением песни «Without You», под названием «Desde el Día Que Te Fuiste», взятой из их кавер-альбома — «Ilegal».
В 1993 году Музыкальный альбом был номинирован на премию — «Lo Nuestro Awards», в категории «Поп-альбом», а Pandora стала победителем в номинации «Поп-группа года».
В следующем году они появились в качестве приглашённых музыкальных артистов на номинированном на — «Грэмми», музыкального альбома «De Mi Alma Latina» оперного певца — Пласидо Доминго.
В 1986 году после выпуска «Pandora Otra Vez» — Фернанда Мид, Изабель Ласкуриан и Майте Ласкуриан получили возможность выступить вживую в США, участвуя в трибьюте — Пласидо Доминго в универсальном амфитеатре Лос-Анджелеса, а год спустя переехали в Европу, чтобы написать «Huellas».
В мае 1998 год во время тура по Америке, в поддержку музыкального альбома — «Hace Tres Noches Apenas», было записано живое выступление трио в — «Metropolitan Theater» в Мехико.

## Дискография

### Студийные альбомы
- 1985 — «Pandora»
- 1986 — «Otra Vez»
- 1987 — «Huellas»
- 1998 — «Buenaventura»
- 1989 — «999 Razones»
- 1991 — «Con Amor Eterno»
- 1992 — «Ilegal»
- 1992 — «Con Amor Eterno Vol. II»
- 1995 — «Confesiones»
- 1997 — «Hace Tres Noches Apenas»
- 1999 — «Vuelve a EstarConmigo»
- 2002 — «En Carne Viva»
- 2004 — «Por eso… Gracias»
- 2010 — «De Plata»
- 2013 — «En el Camino»
- 2015 — «Pandora 30»
- 2016 — «Navidad con Pandora»
- 2019 — «Más Pandora que nunca»

### Live альбомы
- 1985—1998 — «Pandora»
- 2006 — «En Acústico»
- 2011 — «XXV Años En Vivo»

## Награды

### Премия «Грэмми»
| Год  | Номинируемая работа  | Категория                                 | Результат |
| ---- | -------------------- | ----------------------------------------- | --------- |
| 1985 | «Cómo Te Va Mi Amor» | Латинское поп-исполнение                  | Номинация |
| 1992 | «Con Amor Eterno»    | Вокальный или инструментальный поп-альбом | Номинация |

### Награды «Ло Нуэстро»
| Год  | Номинируемая работа | Категория           | Результат |
| ---- | ------------------- | ------------------- | --------- |
| 1990 | «Pandora»           | Поп-дуэт или группа | Номинация |
| 1991 | «Pandora»           | Поп-дуэт или группа | Номинация |
| 1992 | «Con Amor Eterno»   | Поп-альбом года     | Победа    |
| 1992 | «Pandora»           | Поп-дуэт или группа | Победа    |
| 1993 | «Ilegal»            | Поп-альбом года     | Номинация |
| 1993 | «Pandora»           | Поп-дуэт или группа | Победа    |
| 1994 | «Pandora»           | Поп-дуэт или группа | Номинация |
| 1998 | «Pandora»           | Поп-дуэт или группа | Номинация |